# Vogal anterior aberta não arredondada
| Vogal anterior aberta não arredondada | Vogal anterior aberta não arredondada |
| ------------------------------------- | ------------------------------------- |
| AFI – número                          | 304                                   |
| AFI – Unicode                         | a                                     |
| AFI – imagem                          |                                       |
| Entidade HTML                         | &#97;                                 |
| X-SAMPA                               | a                                     |
| Kirshenbaum                           | a                                     |
| Som Exemplo                           |                                       |

A vogal anterior aberta não arredondada é um tipo de som vocálico, presente em alguns idiomas falados. Seu símbolo, tanto no AFI quanto no X-SAMPA, é /a/. É o som de "a" na palavra portuguesa "paz". É uma das oito vogais cardiais primárias. Não foi intencionada originalmente para representar um som vocálico de uma língua específica, mas sim para servir de ponto de referência fundamental em um sistema de transcrição fonética. No diagrama de sons vocálicos do AFI aparece no canto inferior esquerdo. No entanto, a precisão deste diagrama é assunto de debate, e este som já foi analisado acusticamente e classificado como vogal central extra-aberta/baixa não arredondada, definição na qual a posição anterior ou posterior perdeu relevância. Há também diferentes interpretações quanto à qualidade exata desta vogal: a clássica gravação de /a/ de Daniel Jones é ligeiramente mais frontal (posterior) mas não tão aberta quanto a de John Wells. 
É considerado normal utilizar o símbolo /a/ para representar uma vogal aberta central não arredondada, ao invés de aproximá-la a vogal anterior aberta não arredondada.  Esta é a prática usual, por exemplo, no estudo histórico da língua inglesa. A perda de símbolos individuais para a anterior aberta e e anterior quase-aberta não é vista como problemática, uma vez que a diferença perceptível entre ambas é muito pequena, e bem poucas línguas diferenciam ambos os sons. Caso haja necessidade de se especificar que a vogal é anterior, pode-se utilizar os símbolos /a̟/ (/a/ avançado) ou /æ̞/ (/æ/ com a língua mais abaixada), sendo o último mais comum.
O dialeto Hamont do limburguês contrasta as vogais anterior, posterior e central, o que é bastante raro. 

## Características
É uma vogal anterior, pois a língua fica o mais para trás possível dentro da boca, sem causar uma constrição que a classificaria como uma consoante.
É uma vogal aberta, pois a boca se abre de tal forma que a língua fica o mais longe possível do céu da boca.
É uma vogal não arredondada, pois os lábios não se arredondam para produzi-la.

## Ocorrências
Muitas línguas possuem alguma forma de vogal aberta não arredondada. Para línguas com apenas uma vogal aberta, o símbolo /a/ pode ser usado, pois é a única vogal aberta cujo símbolo é parte do alfabeto latino básico. Sempre que marcada como tal, a vogal é mais próxima à central /ä/ do que à anterior /a/.
| Idioma               | Idioma                                      | Palavra | AFI        | Significado        | Observações |
| -------------------- | ------------------------------------------- | ------- | ---------- | ------------------ | --- |
| Árabe                | Padrão                                      | أنا     | [anaː]     | 'Eu sou'           | Ver Fonologia do árabe |
| Assamês              | Assamês                                     | আম]]    | [am]       | 'manga'            | |
| Neo-aramaico assírio | Neo-aramaico assírio                        | la      | [laː]      | 'não'              | Bastante presente nos dialetos de Úrmia e Jilu. Equivale a [ä] na maioria das demais variantes. No dialeto Tyari [ɑ] é mais comumente usado. |
| Búlgaro              | Búlgaro                                     | най     | [n̪a̠j]      | 'a maior parte de' | Quase-anterior. |
| Catalão              | Muitos dialetos                             | llamp   | [ˈl̠ʲæ̞m(p)] | 'relâmpago'        | Alofone de /a/ em contato com consoantes palatalizadas. Pode variar entre /ɛ/ e /a/. Ver Fonologia do catalão |
| Catalão              | Maiorca                                     | sac     | [ˈsæ̞k]     | 'saca'             | Totalmente anterior e ligeiramente fechado. |
| Catalão              | Valência                                    | sac     | [ˈsæ̞k]     | 'saca'             | Geralmente mais centralizado. Alterna entre ɐ (i.e. [ä̝], [ɑ̝̈] e [ɛ̞̈] ~ [ɔ̞̈]) durante processos de harmonização de vogais. |
| Chinês               | Mandarim                                    | 安/ān   | [ʔan˥]ⓘ    | 'seguro'           | Alofone de /a/ antes de /i, n/ quando não é precedido de palatalizada. Ver [[Fonologia do chinês mandarim] |
| Dinamarquês          | Alguns falantes                             | Dansk   | [ˈd̥ansɡ̊]   | 'Dinamarquês'      | Usado por alguns falantes mais velhos ou de classes mais altas; equivale à quase-aberta [æ] no dinamarquês padrão moderno. Ver Fonologia do dinamarquês |
| Holandês             | Padrão                                      | aas     | [aːs]      | 'isca'             | Vai de anterior a central. Ver Fonologia do holandês |
| Holandês             | Groningen                                   | aas     | [aːs]      | 'isca'             | |
| Holandês             | Amsterdã                                    | ijs     | [aːs]      | 'gelo'             | Corresponde a [ɛi̯] no holandês padrão. Ver Fonologia do holandês |
| Holandês             | Utrecht                                     | bad     | [bat]      | 'banho'            | Equivale a [ɑ] no holandês padrão dos Países Baixos. Ver Fonologia do holandês |
| Inglês               | Califórnia                                  | hat     | [hat]ⓘ     | 'chapéu'           | Em outros sotaques, ou em alguns falantes que possuem os sotaques aqui listados, o ponto de articulação pode variar entre anterior [ɛ ~ æ ~ a] e central [ä] a posterior [ɑ], dependendo da região. Em algumas regiões, o ponto de articulação pode variar. Veja também Fonologia do inglês |
| Inglês               | Canadá                                      | hat     | [hat]ⓘ     | 'chapéu'           | Em outros sotaques, ou em alguns falantes que possuem os sotaques aqui listados, o ponto de articulação pode variar entre anterior [ɛ ~ æ ~ a] e central [ä] a posterior [ɑ], dependendo da região. Em algumas regiões, o ponto de articulação pode variar. Veja também Fonologia do inglês |
| Inglês               | Alguns poucos falantes mais jovens do Texas | hat     | [hat]ⓘ     | 'chapéu'           | Em outros sotaques, ou em alguns falantes que possuem os sotaques aqui listados, o ponto de articulação pode variar entre anterior [ɛ ~ æ ~ a] e central [ä] a posterior [ɑ], dependendo da região. Em algumas regiões, o ponto de articulação pode variar. Veja também Fonologia do inglês |
| Inglês               | Vários falantes mais jovens australianos    | hat     | [hat]ⓘ     | 'chapéu'           | Em outros sotaques, ou em alguns falantes que possuem os sotaques aqui listados, o ponto de articulação pode variar entre anterior [ɛ ~ æ ~ a] e central [ä] a posterior [ɑ], dependendo da região. Em algumas regiões, o ponto de articulação pode variar. Veja também Fonologia do inglês |
| Inglês               | Falantes modernos de Received Pronunciation | hat     | [hat]ⓘ     | 'chapéu'           | Em outros sotaques, ou em alguns falantes que possuem os sotaques aqui listados, o ponto de articulação pode variar entre anterior [ɛ ~ æ ~ a] e central [ä] a posterior [ɑ], dependendo da região. Em algumas regiões, o ponto de articulação pode variar. Veja também Fonologia do inglês |
| Inglês               | Subúrbios aos norte de Joanesburgo          | hat     | [hat]ⓘ     | 'chapéu'           | Em outros sotaques, ou em alguns falantes que possuem os sotaques aqui listados, o ponto de articulação pode variar entre anterior [ɛ ~ æ ~ a] e central [ä] a posterior [ɑ], dependendo da região. Em algumas regiões, o ponto de articulação pode variar. Veja também Fonologia do inglês |
| Inglês               | Alguns falantes da região central de Ohio   | hat     | [hat]ⓘ     | 'chapéu'           | Em outros sotaques, ou em alguns falantes que possuem os sotaques aqui listados, o ponto de articulação pode variar entre anterior [ɛ ~ æ ~ a] e central [ä] a posterior [ɑ], dependendo da região. Em algumas regiões, o ponto de articulação pode variar. Veja também Fonologia do inglês |
| Inglês               | Cockney                                     | stuck   | [stak]     | 'emperrado'        | Também pode se ouvir [ɐ̟]. |
| Inglês               | Norte dos EUA                               | stock   | [stak]     | 'estoque'          | Menos frontal [ɑ ~ ä] em outros dialetos americanos. |
| Esperanto            | Esperanto                                   | paco    | [ˈpatso]   | 'paz'              | Ver Ortografia do esperanto |
| Francês              | Falantes parisienses conservadores          | patte   | [pat̪]      | 'pata'             | Contrasta-se com [ɑ], porém, muitos falantes tem apenas uma vogal aberta [ä]. Ver Fonologia do francês |
| Galego               | Galego                                      | caixa   | [ˈkajʃä]   | 'caixa'            | Alofone de /a/ antes de consoantes palatalizadas. Ver Fonologia do galego |
| Alemão               | Planalto suíço                              | drääje  | [ˈtræ̞ːjə]  | 'virar'            | Ver Fonologia do alemão |
| Português            | Português                                   | casa    | [ˈkazɐ]    | 'casa'             | Ver Fonologia do português |
| Toki Pona            | Toki Pona                                   | anu     | [ˈanu]     | 'ou'               | Ver Toki Pona |